# Ascoli Calcio

Ascoli Calcio 1898 je italijanski nogometni klub s sedežem v mestu Ascoli Piceno v deželi Marke. Ustanovljen je bil leta 1898 in trenutno (sezona 2021–22) nastopa v Serie B. 

## Slovenski igralci
Seznam slovenskih igralcev, ki so bili ali so člani kluba.
- Siniša Anđelković (2011–12)
- Žan Benedičič (2015–16)
- Aljaž Tavčar (2021–danes)